# Tapura
Tapura é um género botânico pertencente à família Dichapetalaceae.

## Espécies
Apresenta 41 espécies:
| - Tapura acreana - Tapura africana - Tapura amazonica - Tapura angulata - Tapura antillana - Tapura arachnoidea - Tapura bouquetiana - Tapura bullata - Tapura capitulifera - Tapura carinata - Tapura ciliata - Tapura colombiana - Tapura coriacea - Tapura costata | - Tapura cubensis - Tapura cucullata - Tapura ferreyrae - Tapura fischeri - Tapura follii - Tapura guianensis - Tapura haitiensis - Tapura ivorensis - Tapura juliana - Tapura juliani - Tapura juruana - Tapura lanceolata - Tapura latifolia | - Tapura leucantha - Tapura lujai - Tapura magnifolia - Tapura martiniae - Tapura mexicana - Tapura neglecta - Tapura negrensis - Tapura obovata - Tapura orbicularis - Tapura panamensis - Tapura peruviana - Tapura singularis - Tapura tessmannii - Tapura wurdackiana - Tapura zei-limae |